# Costantino Ressman
Francesco Costantino Giuseppe Ressman, talora indicato anche come Ressmann o Resmann (Trieste, 15 maggio 1832 – Parigi, 8 luglio 1899), è stato un diplomatico, politico e antiquario italiano.

## Biografia
Nato nella Trieste austriaca da Giuseppina Wõeger e Ignazio Ressman, si laurea in giurisprudenza presso l'Università di Padova nel 1853. Convinto irredentista e sostenitore degli ideali risorgimentali, a causa delle sue idee politiche era stato implicato e condannato in contumacia nel cosiddetto "processo di Mantova" (1851) e costretto più tardi, nel 1860, a riparare in Piemonte, dove assume la nazionalità italiana divenendo suddito del Regno di Sardegna (6 gennaio 1861) ed entra nella segreteria di Cavour per poi passare alle dipendenze del Ministero degli affari esteri (1862). Fin dalla sua fondazione (1867) è accolto fra i soci della Società geografica italiana. In quello stesso anno, profittando dei suoi numerosi viaggi di lavoro, comincia a dedicarsi al collezionismo d'armi, attività in cui presto ottiene fama di grande esperto e che coltiverà fino alla morte.
Dedicatosi infatti nel frattempo alla carriera diplomatica, diviene consigliere d'ambasciata a Londra con credenziali d'incaricato d'affari a Parigi (1878-1882); promosso segretario di legazione il 6 gennaio 1884, in tale veste assume l'incarico di primo delegato alla Commissione internazionale per la libera navigazione nel Canale di Suez (2 aprile 1885); in seguito gli viene assegnata la sede di Parigi (luglio 1887 - 18 ottobre 1889). Dopo essere stato ambasciatore a Costantinopoli (2 ottobre 1891 - 10 aprile 1892), rientra a Parigi (10 aprile 1892 - 17 gennaio 1895) inviatovi dal marchese di Rudinì per succedere al dimissionario Menabrea.
Nonostante i lunghi anni di proficua e leale collaborazione con Costantino Nigra, Enrico Cialdini e Luigi Federico Menabrea, a causa della sua convinta contrarietà alla triplice alleanza e della sua altrettanto indiscutibile simpatia per la causa irredentista, nonché per i suoi fin troppo ottimi rapporti con il governo francese, nel 1895 Crispi lo fa rimuovere dalla carriera diplomatica, richiamandolo a Roma e attribuendogli ufficialmente il rango di inviato straordinario e ministro plenipotenziario di I classe (17 gennaio 1895 - 8 luglio 1899). Compensato in qualche modo con la nomina a senatore a vita nel 1898, Ressman tuttavia, profondamente amareggiato per quel "richiamo" a suo avviso ingiustificato, nel frattempo si era stabilito da privato cittadino a Parigi e qui, deluso e avvilito, muore all'età di 67 anni sul finire del secolo.

## Opere
- Costantino Ressman, Pensaci, Nella! (canzone dal Fausto di Goethe) (partitura), Milano, Francesco Lucca, 18??.
- Pacifico Valussi e Costantino Ressman, Trieste e l'Istria e loro ragioni nella questione italiana, Milano, Libreria Brigola, 1861.

(FR)  Trieste et l'Istrie: leurs droits dans la question italienne, Parigi, Dentu, 1861.
- Giuseppe Stefani, Studenti di Padova (lettere giovanili di Costantino Ressman), Trieste, La porta orientale, 1952.

## Onorificenze
Alla sua memoria il comune di Trieste ha intitolato una via cittadina.